# Greendale Tarn
Der Greendale Tarn ist ein kleiner See oder Tarn im Lake District, Cumbria, England. Der Greendale Tarn liegt an der Westflanke des Middle Fell in Wasdale. 
Der See hat zwei kurze unbenannte Zuflüsse. Der Greendale Gill bildet an seinem Südende seinen Abfluss.